# Піка (гірнича техніка)
Піка (рос. пика, англ. ріск, muzzle; нім. Schrämkohlenpicke f, Pickeisen n des Abbauhammers, Abbaumeissel m) — кінцева (робоча) частина відбійного молотка, що безпосередньо заглиблюється у оброблюваний гірський масив і руйнує його. Ударник відбійного молотка завдає удару по хвостовику піки, внаслідок чого вона заглиблюється у гірську породу. П. утримується в корпусі молотка за допомогою пружини. Виготовляється з високоякісних сталей і заточується. Форма заточки залежить від якості матеріалу (породи), який руйнується (твердості, в'язкості тощо).